# ریکاردو خاویر
ریکاردو خاویر (به پرتغالی: Ricardo Gomes Xavier) مهاجم اهل برزیل است که در شهر Bonito و در تاریخ ۲۲ ژوئیهٔ ۱۹۷۸ به دنیا آمده‌است.
ریکاردو خاویر در تیم‌های فوتبال باشگاه فوتبال یوونتوس سابقهٔ حضور دارد.